# Prefecte

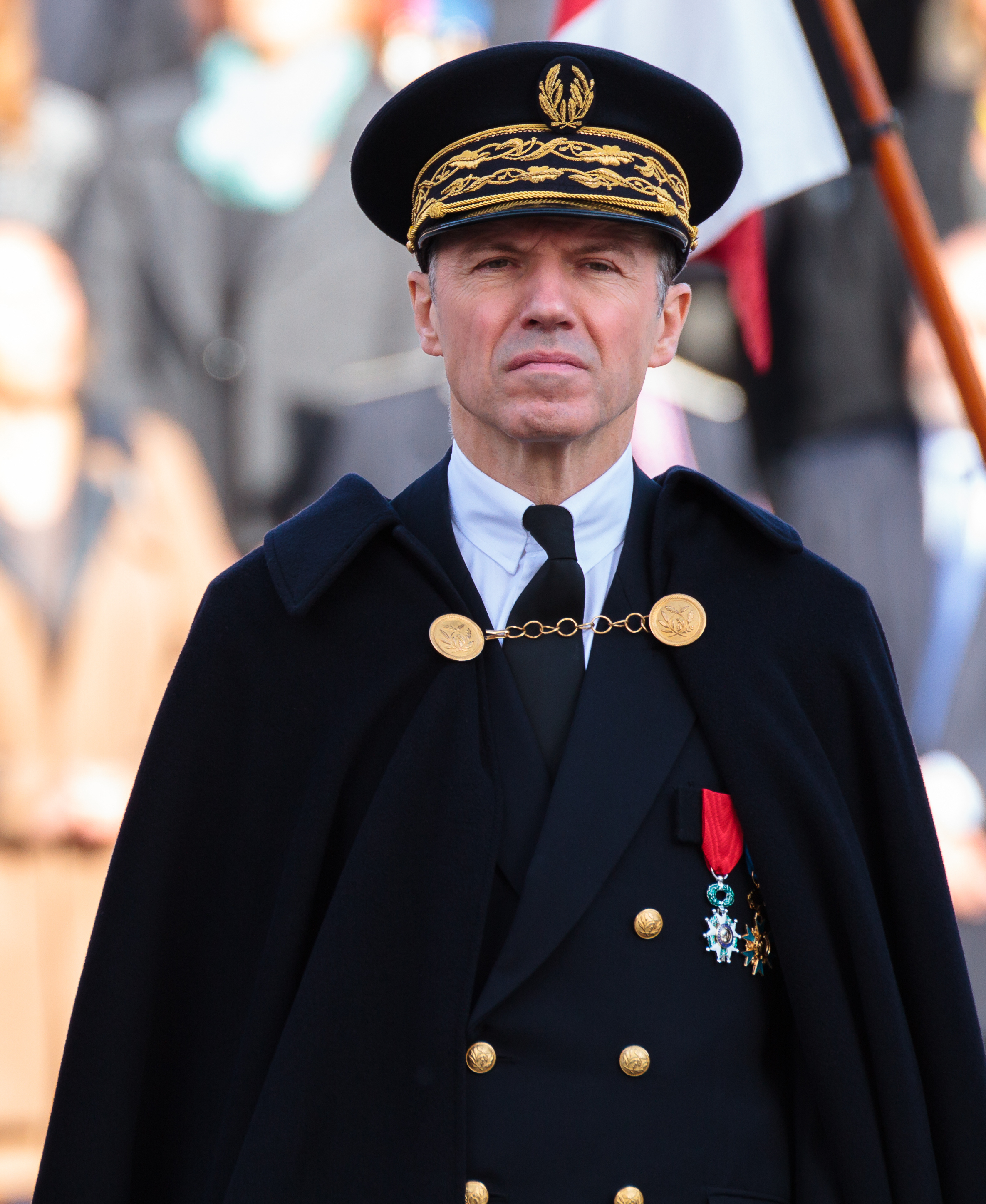
Prefecte francès

|  | Per a altres significats, vegeu «Prefecte (desambiguació)». |

## A l'antiga Roma
Prefecte (en llatí praefectus) era un títol que es donava a diversos funcionaris, nomenats, no per elecció del poble, sinó per delegació d'algun magistrat, perquè exercís certes funcions especials. El praefectus no estava inclòs a les llistes de magistrats, encara que en determinats casos podia utilitzar la insígnia de magistrat.

## En l'actualitat
Un prefecte és una autoritat descendent de la línia nacional del govern. Regeix els assumptes d'ordre intern i de seguretat interna, en l'àmbit territorial a què és designat. Protegeix els interessos de la nació davant la possibilitat de desordre i anarquia de les autoritats municipals.
Els prefectes normalment es troben en països unitaris (no federats) i són els que duen la veu del govern cap a l'interior de les poblacions. Tenen sota el seu comandament als subprefectes, governadors o tinents governadors. En alguns casos el nom de prefecte canvia a intendent.
Quan en un país unitari, una de les seves províncies adquireix autonomia o independència, la figura del prefecte és reemplaçada per un delegat del govern nacional. Els països unitaris apliquen, per tant, el sistema prefectural i el sistema municipal.
En els països federats la figura del prefecte és reemplaçada per un governador electe per vot popular, que no té vincle de dependència del govern nacional. Les autoritats de la línia prefectural són normalment designats a confiança del president de la República o cap de la monarquia